# Stojan Vranković
Stojan Vranković, conegut popularment com a "Stojko" Vranković, és un jugador de bàsquet retirat croat. Mesura 2,18 m d'alçada i jugava a la posició de pivot.

## Biografia
Stojko Vranković va néixer el 1964, com el seu compatriota i amic Dražen Petrović. Amb 16 anys ja mesurava més de 2 metres, això va permetre que el KK Zadar es fixés en ell. Amb 20 anys i ja assolits els 2,18 m d'alçada, Stojko ja era una peça clau dins del Zadar.
Fou un pivot alt, amb un físic dominant i especialitzat en defensa, rebot i intimidació. No obstant això, durant els seus inicis era més atlètic i coordinat, qualitats que el permetien desenvolupar el joc d'un aler malgrat la seva gran alçada.
Té un germà 4 anys més jove, Josip Vranković, qui també va jugar al bàsquet de manera professional, però no va aconseguir la transcendència mediàtica del seu germà gran.
Vranković sempre fou amic íntim de Dražen Petrović, croata com ell i la seva mort el 1993 el va afectar molt. En el seu enterrament va ser un dels homes que va portar el seu taüt fins a la tomba. Quan va acabar la seva carrera professional el 2001, Stojko va passar a presidir la fundació que porta el nom de l'antiga estrella dels New Jersey Nets.

## Trajectòria esportiva
Stojko va començar la seva carrera professional el 1982 al KK Zadar, amb aquest equip va donar la sorpresa i va guanyar la lliga iugoslava la temporada 1985-86 derrotant a la final a la Cibona Zagreb, lliderada per Petrović i que venia de proclamar-se campió de l'Eurolliga. Això va permetre al Zadar tornar després de molts anys a l'Eurolliga. En l'àmbit individual, Stojko tingué unes quantes actuacions importants, destacant el seu gran partit contra el Žalgiris Kaunas d'Arvydas Sabonis. El seu alt rendiment va disparar la seva cotització internacional, al mateix temps que es convertia en una peça fonamental de la selecció de Iugoslàvia.
No obstant això, als anys següents alternà grans actuacions amb partits lamentables, fet que va reduir encara més el seu limitat joc ofensiu. Malgrat això, els Boston Celtics de l'NBA s'interessaren per ell, encara que el seu desig era jugar a la Cibona.
El 1989 també es va interessar per ell el club espanyol del Reial Madrid, en el qual jugava Petrović, doncs somiaven a ajuntar als dos. Malgrat aquesta intenció, l'equip que finalment es va fer amb els seus serveis fou el club grec de l'Aris Salònica de Nikos Galis, on arribà a la Final Four de l'Eurolliga i guanyà la lliga i copa gregues.
Fou el 1990 quan per fi desembarcà a l'NBA, fitxat pels Boston Celtics, que s'havien interessat per ell durant els darrers anys. Tot i això, la que fou la seva primera etapa a l'NBA va ser decebedora. Per problemes com la falta d'adaptació, la tendència a cometre faltes i un joc excessivament lent, en lloc de ser un complement per a Robert Parish i Kevin McHale en el joc interior, es va convertir en l'últim home de rotació d'una franquícia que estava a punt de veure retirades a les seves grans estrelles i viure l'etapa més negativa de la seva història. Després del segon any, els Celtics decidiren no ampliar el seu contracte, per la qual cosa Stojko tornava a Europa i fitxava per l'equip grec del Panathinaikos.
A l'equip atenenc hi jugà 4 temporades (des del 1992 fins al 1996) jugant a un nivell acceptable i guanyant 2 copes gregues, encara que sols guanyà un títol continental al seu últim any: era la temporada 1995-96, i, utilitzant el seu gran poder adquisitiu, el Panathinaikos aconseguí fitxar Dominique Wilkins, l'antiga estrella de l'NBA. L'equip guanyà l'Eurolliga derrotant a la final al FC Barcelona. Fou famós el tap il·legal que Vranković col·locà a José Antonio Montero a l'últim segon del partit, però el qual, malgrat la pressió dels mitjans de comunicació, fou considerat vàlid.
No obstant això, malgrat aquest incident, l'actuació de Stojko fou brillant tant en aquest partit com a la resta de la competició, això li tornà a obrir les portes de l'NBA per a la temporada 1996-97, concretament als Minnesota Timberwolves, dels quals el seu General Manager era el seu antic company als Celtics Kevin McHale. Malauradament, va patir els mateixos problemes que a la seva etapa anterior i a final de temporada es va incorporar als Los Angeles Clippers, el seu últim equip a l'NBA. La seva actuació va ser força mediocre i, després de jugar només 2 partits a la temporada 1998-99, va deixar enrere aquesta etapa americana. Les seves estadístiques a les dues etapes no necessiten gaire explicació: en 5 temporades jugà 170 partits (2050 minutos) i va capturar més rebots (516) que punts anotats (473). Únicament es pot destacar la seva estadística de taps: un total de 179, més d'1 per partit disputat.
Tornà un altre cop a Europa, aquest cop a un equip italià, el Paf Bolonya, on va aconseguir el títol de lliga 1999-2000. Quan la temporada acabà, va anunciar la seva retirar per problemes d'esquena, encara que a l'any següent tornà ajugar pel mateix equip durant un breu temps per la falta de jugadors de la seva posició.
Es va retirar definitivament el 2001. Tornà a Croàcia per col·laborar amb la Cibona, club on volia jugar un any abans de retirar-se (les lesions no ho van permetre), i també per a presidir la "Fundació Dražen Petrović". Actualment, també presideix el Club Olímpic Croata, una entitat vinculada al Comitè Olímpic de Croàcia, el qual es dedica a assessorar i ajudar econòmicament a antics esportistes olímpics croats i a joves que intenten arribar a ser-ho.

## Selecció
Stojan Vranković va ser una pedra angular de la selecció de Iugoslàvia, on va coincidir amb grans jugador com el seu amic Petrović, Vlade Divac, Dino Rađa, Toni Kukoč, Predrag Danilović, Žarko Paspalj… Va ser una generació de jugadors irrepetible, la qual tindria un final tràgic i fulminant per la Guerra de Iugoslàvia: el grup es va acabar dividint entre les seleccions dels seus països natals, ara independitzats, principalment les de RF Iugoslàvia, Croàcia i Eslovènia, i amb alguns jugadors enfrontats fora de les pistes per divergències polítiques i nacionalistes. A més a més, la mort prematura de Petrović fou un cop molt dur de superar per a tots ells. .
Amb la selecció de Iugoslàvia, abans de la guerra, va disputar més de 100 partits i va guanyar la medalla d'or a l'EuroBasket de Iugoslàvia 1989. També aconseguí la medalla d'argent als Jocs Olímpics de Seül 1988. Altres èxits assolits foren la medalla de bronze al Campionat Mundial d'Espanya 1986 i a l'EuroBasket de Grècia 1987.
Amb la selecció de Croàcia, després de la seva independència de Iugoslàvia, aconseguí la medalla d'argent als Jocs Olímpics de Barcelona 1992, essent derrotats a la final pel famós Dream Team nord-americà. A part d'això, també guanyà la medalla de bronze al Además, también aconseguí la medalla de bronze al Campionat Mundial del Canadà 1994, i als EuroBasket d'Alemanya 1993 i Grècia 1995.

## Equips
- 1982-1989 KK Zadar
- 1989-1990 Aris Salònica BC
- 1990-1992 Boston Celtics
- 1992-1996 Panathinaikos BC
- 1996-1997 Minnesota Timberwolves
- 1997-1999 Los Angeles Clippers
- 1999-2001 Paf Bolonya

## Palmarés de clubs
- 1 Lliga de Iugoslàvia, el 1986 (amb el KK Zadar)
- 1 Lliga de Grècia, el 1990 (amb l'Aris Salònica BC)
- 3 Copes de Grècia, el 1990 (amb l'Aris Salònica BC) el 1993 i el 1996 (amb el Panathinaikos BC)
- 1 Eurolliga, el 1996 (amb el Panathinaikos BC)
- 1 Lliga d'Itàlia, el 2000 (amb el Paf Bolonia)